# Robert Lawrence (martyr)
Robert Lawrence, né vers 1485 et mort le 4 mai 1535, est un moine et martyr catholique anglais, exécuté pour avoir refusé de reconnaître le roi Henri VIII comme chef suprême de l'Église d'Angleterre. 

## Biographie

### Vie monacale
Diplômé de Cambridge, il rejoint l'ordre des Chartreux en 1531. Il succède à Jean Houghton comme prieur du prieuré de Beauvale, à Nottinghamshire, lorsque celui-ci est nommé prieur de la chartreuse de Londres.

### Martyre
En février 1535, le Parlement promulgue que toute personne majeure doit prêter serment au roi comme chef absolu de l'Église. Lawrence se rend à la chartreuse de Londres avec Augustin Webster du prieuré de Low Melwood pour y consulter le père Houghton à propos de l'approche à adopter en ce qui concerne la politique religieuse d'Henri VIII. Refusant finalement l'Acte de suprématie, il est arrêté et emprisonné avec Houghton et Webster à la tour de Londres, sur ordre de Thomas Cromwell. Condamnés à mort, ils sont pendus, traînés jusqu'à la potence et écartelés (Hanged, drawn and quartered) le 4 mai à Tyburn.

## Vénération
Béatifié le 9 décembre 1886 par le pape Léon XIII, il est canonisé le 25 octobre 1970 par le pape Paul VI, en même temps que les trente-sept autres martyrs d'Angleterre et du pays de Galles. Il est célébré individuellement le 4 mai, mais aussi le 25 octobre. Sa vénération est associée à celle des autres martyrs de la dite Chartreuse de Londres.

## Source
- (en) Cet article est partiellement ou en totalité issu de l’article de Wikipédia en anglais intitulé « Robert Lawrence (martyr) » (voir la liste des auteurs).